# Jonas Jonasson
Jonas Jonasson właściwie Per Ola Jonasson (ur. 6 lipca 1961 w Växjö) – szwedzki dziennikarz i pisarz.

## Życiorys
Jonas Jonasson urodził się 6 lipca 1961 r. w Växjö jako najmłodszy z trzech braci. Jego matka była pielęgniarką, a ojciec kierowcą karetki pogotowia. Studiował na uniwersytecie w Göteborgu filologię szwedzką i hiszpańską. Po studiach pracował przez 15 lat jako dziennikarz w lokalnej gazecie „Smålandsposten” i największej gazecie codziennej w Szwecji „Expressen”. W 1994 r. odszedł i został konsultantem medialnym, a rok później dołączył do szwedzkiego kanału TV4 jako producent. W 1996 r. założył firmę medialną OTW, która w ciągu kilku lat zatrudniała ponad 100 pracowników. Pod koniec 2003 roku miał dwie poważne operacje pleców. W 2005 roku przeniósł się do odległej części Sörmland na wschodnim wybrzeżu Szwecji. Sprzedał również firmę za około 10 milionów funtów i poznał swoją późniejszą żonę. Chcąc uciec od świata mediów, przeniósł się do szwajcarskiego kantonu Ticino, nad jezioro Lugano, tuż przy granicy z Włochami, gdzie w 2007 r. ukończył swoją pierwszą książkę Stulatek, który wyskoczył przez okno i zniknął. Powieść została wydana w Szwecji w 2009 r. przez wydawnictwo  Piratförlaget i odniosła międzynarodowy sukces. Od 2010 r. Jonasson mieszka z synem Jonasem na wyspie Gotlandia.
Pod koniec 2013 w Szwecji zamieszkałej przez ok. 9,6 mln osób, książkę kupiło milion Szwedów. Dwa miliony egzemplarzy sprzedało się w Niemczech i trzy miliony w innych krajach. W Holandii książka przez trzy lata z rzędu znajdowała się na liście bestsellerów. Według danych z 2013 r. powieść została przetłumaczona na 38 języków. W tym samym roku na kanwie powieści został nakręcony film o tym samym tytule w reżyserii Feliksa Herngrena, bijąc też rekordy oglądalności już w dniu premiery. Jonasson zdobył za nią wiele krajowych i międzynarodowych nagród, m.in.: nagrodę Bokhandlarpriset 2010, Iris Ljudbokspris, i w 2012 niemiecką nagrodę księgarzy.
Kolejne powieści: Analfabetka, która potrafiła liczyć (2013) i Anders morderca i przyjaciele oraz kilkoro wiernych nieprzyjaciół (2015) również stały się od razu bestsellerami.